# Коморская федерация футбола
Комо́рская федера́ция футбо́ла (фр. Fédération Comorienne de Football) — организация, осуществляющая контроль и управление футболом в Коморах. Располагается в Морони. КФФ основана в 1979 году, вступила в ФИФА и в КАФ в 2005 году. Федерация организует деятельность и управляет национальными сборными по футболу (мужской, женской, молодёжными). Под эгидой федерации проводится чемпионат страны и многие другие соревнования.